# Angelo Persichilli
Angelo Persichilli (né en 1948 en Italie) est un journaliste et éditeur canadien. Éditeur de Corriere Canadese et columnist au Toronto Star, les médias annoncent en août 2011 que Angelo Persichilli sera le nouveau directeur des communications du bureau du Premier ministre canadien (en),.
Dans la presse québécoise, Persichilli s'est surtout fait remarquer pour ses critiques du bilinguisme canadien et son Québec bashing (dénigrement du Québec),,.